# Démographie de Nantes
La démographie de la commune française de Nantes est caractérisée par une croissance régulière depuis les années 1980, consécutive à une baisse liée à la désindustrialisation.
La commune est le centre d'une aire urbaine, d'une unité urbaine, d'une zone d'emploi et d'un bassin de vie.

## La commune
Selon le classement établi par l'Insee, Nantes est le centre d'une aire urbaine, d'une unité urbaine, d'une zone d'emploi et d'un bassin de vie. Toujours selon l'Insee, en 2010, la répartition de la population sur le territoire de la commune était considérée comme « dense » : 98 % des habitants résidaient dans des zones « denses », 2 % dans des zones « intermédiaires ».

### Évolution démographique
D’après le recensement Insee de 2014, Nantes comptait 298 029 habitants (population en constante augmentation de 1891). La commune occupait le 6e rang au niveau national, identique à celui de 1999, et le 1er au niveau départemental sur 221 communes.
L'évolution du nombre d'habitants depuis 1793 est connue à travers les recensements de la population effectués à Nantes depuis cette date. Depuis le début du XXIe siècle, pour les communes dont la population est supérieure à 10 000 habitants, une enquête par sondage est effectuée chaque année, la totalité du territoire de ces communes est prise en compte au terme de la même période de cinq ans. La première population légale postérieure à celle de 1999 et s’inscrivant dans ce nouveau dispositif est entrée en vigueur au 1er janvier 2009 et correspond au recensement de l’année 2006,,.
| 1793   | 1800   | 1806   | 1821   | 1831   | 1836            | 1841   | 1846   | 1851   | 1856    |
| ------ | ------ | ------ | ------ | ------ | --------------- | ------ | ------ | ------ | ------- |
| 80 000 | 77 162 | 77 226 | 68 427 | 77 992 | non disponiblea | 83 389 | 94 310 | 96 362 | 108 530 |

| 1861    | 1866    | 1872    | 1876    | 1881    | 1886    | 1891    | 1896    | 1901    | 1906    |
| ------- | ------- | ------- | ------- | ------- | ------- | ------- | ------- | ------- | ------- |
| 113 625 | 111 956 | 118 517 | 122 247 | 124 319 | 127 482 | 122 750 | 123 902 | 132 990 | 133 247 |

| 1911      | 1921    | 1926    | 1931    | 1936    | 1946    | 1954    | 1962    | 1968    | 1975    |
| --------- | ------- | ------- | ------- | ------- | ------- | ------- | ------- | ------- | ------- |
| 170 535 b | 183 704 | 184 509 | 187 343 | 195 185 | 200 265 | 222 790 | 240 028 | 260 244 | 256 693 |

| 1982    | 1990    | 1999    | 2006    | 2011    | 2013    | 2014    | 2015    | 2016    | - |
| ------- | ------- | ------- | ------- | ------- | ------- | ------- | ------- | ------- | - |
| 240 539 | 244 995 | 270 343 | 282 853 | 287 845 | 292 718 | 298 029 | 303 382 | 306 694 | - |

Nantes a annexé les communes de Chantenay et Doulon en 1908, événement qui se traduit par une brusque augmentation de population sur le graphique ci-dessous.

### Pyramide des âges
Les données suivantes concernent l'année 2013.
La population de la commune est relativement jeune. Le taux de personnes d'un âge supérieur à 60 ans (18,7 %) est en effet inférieur au taux national (22,6 %) et au taux départemental (22,5 %),,.
À l'instar des répartitions nationale et départementale, la population féminine de la commune est supérieure à la population masculine. Le taux (52,4 %) est du même ordre de grandeur que le taux national (51,6 %),,.
| Hommes | Classe d’âge | Femmes |
| ------ | ------------ | ------ |
| 0,5    | 90 ans ou +  | 1,6    |
| 4,8    | 75 à 89 ans  | 8,5    |
| 9,7    | 60 à 74 ans  | 11,9   |
| 16,4   | 45 à 59 ans  | 16,6   |
| 21,9   | 30 à 44 ans  | 18,5   |
| 30,2   | 15 à 29 ans  | 28,0   |
| 16,5   | 0 à 14 ans   | 14,9   |

| Hommes | Classe d’âge | Femmes |
| ------ | ------------ | ------ |
| 0,4    | 90 ans ou +  | 1,3    |
| 5,8    | 75 à 89 ans  | 9,1    |
| 13,5   | 60 à 74 ans  | 14,6   |
| 19,6   | 45 à 59 ans  | 19,2   |
| 20,8   | 30 à 44 ans  | 19,6   |
| 19,4   | 15 à 29 ans  | 17,7   |
| 20,5   | 0 à 14 ans   | 18,5   |

## Nantes Métropole, 24 communes

Étendue de la communauté urbaine de Nantes.

Nantes est la principale commune de la métropole française baptisée Nantes Métropole qui compte 619 240 habitants au 1er janvier 2014, selon les chiffres du recensement de l'Insee.
Selon une estimation de  l'agence d'urbanisme de l'agglomération nantaise (AURAN) établie en 2006, Nantes Métropole devrait compter 653 500 habitants en 2030.

## L'unité urbaine, 24 communes
Nantes est le centre d'une unité urbaine (c'est-à-dire l'agglomération au sens de l'Insee, offrant plus de 10 000 emplois) de 622 693 habitants en 2014 (586 078 en 2009), le huitième de France par sa population, comptant 24 communes qui sont à trois exception près les mêmes que celles formant la métropole.

## L'aire urbaine, 114 communes
Nantes est le centre d'une aire urbaine d'environ 940 000 habitants au 1er janvier 2014 (+7,1 % depuis 2009), la huitième de France. Cette aire urbaine, qui compte 114 communes en 2010, était constituée de 44 communes en 1982.

## L'aire métropolitaine Nantes-Saint-Nazaire

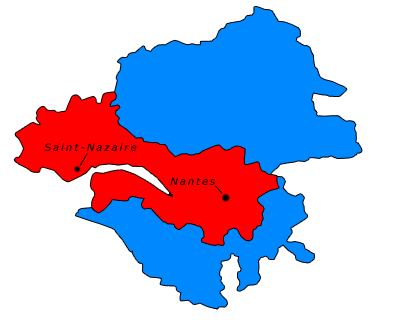
Aire métropolitaine Nantes - Saint-Nazaire

Désignée en 1964 comme métropole d'équilibre, l'aire métropolitaine Nantes-Saint-Nazaire, dont le périmètre est défini depuis 1970 par le schéma directeur d'aménagement de l'aire métropolitaine (SDAAM), est estimée en 2008 à 925 000 habitants et sa population a progressé de 8,9 % entre 1990 et 1999 soit un gain de 69 360 habitants,. Positionnant ainsi l'ensemble Nantes-Saint-Nazaire au cinquième rang national derrière Paris, Lyon, Marseille-Aix et Lille, et au trente-sixième rang européen, avec des perspectives de forte croissance démographique.

## L'espace urbain de Nantes-Saint-Nazaire
La population de l'espace urbain, une entité utilisée par l'Insee jusqu'en 2011, était estimée en 1999 à 1 006 246 habitants, répartis sur les départements d'Ille-et-Vilaine, Loire-Atlantique, Maine-et-Loire, Morbihan et Vendée. C'était le neuvième espace urbain français.